# Michael Koch (Politiker, 1980)
Michael Koch (* 19. März 1980 in West-Berlin) ist ein deutscher Politiker (CDU). 2019 war er Mitglied des Landtages Brandenburg. Er ist seit April 2021 Beigeordneter des Landkreises Havelland und Dezernent für Ordnung und Verkehr, Brand-/Bevölkerungsschutz und Rettungsdienst, Umwelt, Landwirtschaft, Veterinär- und Lebensmittelüberwachung.

## Leben
Nach dem Abitur im Jahr 1999, das Michael Koch an der Erich-Hoepner-Oberschule (Gymnasium) in Berlin-Charlottenburg ablegte, studierte er an der Universität Potsdam Geschichte und Biologie für das Lehramt an Gymnasien. Er schloss jedoch das Studium nicht ab. Berufsbegleitend absolvierte Koch eine Aufstiegsfortbildung für die dem gehobenen Dienst in der Kommunalverwaltung entsprechenden Aufgaben und schloss diese als Verwaltungsfachwirt ab. Von 1999 bis Dezember 2009 war Michael Koch Mitarbeiter der Landtagsabgeordneten Barbara Richstein. Im Januar 2010 wechselte er in das Berliner Büro der Bundestagsabgeordneten Andrea Voßhoff und übernahm nach der Bundestagswahl 2013 die Leitung des Büros des Bundestagsabgeordneten Uwe Feiler. Mit dessen Berufung zum Parlamentarischen Staatssekretär im Dezember 2019 folgte Koch ihm als sein Persönlicher Referent in das Bundesministerium für Ernährung und Landwirtschaft. Michael Koch ist evangelisch und ledig.

## Politik

### Partei
Mitglied der CDU ist Koch seit 1998. Im gleichen Jahr wurde Koch Mitglied des Vorstandes der CDU Brieselang. Seit 1999 gehört Koch auch dem CDU-Kreisvorstand Havelland an und hat im Oktober 2021 den Kreisvorsitz übernommen. Er war ebenfalls Mitglied des Landesvorstandes der CDU Brandenburg.

### Abgeordneter
Seit 1. Februar 2019 war Michael Koch Abgeordneter des Landtages Brandenburg. Er rückte für den ausgeschiedenen Henryk Wichmann nach. Michael Koch kandidierte bereits bei den Landtagswahlen 2004 und 2009, konnte sich jedoch nicht gegen Udo Folgart im Wahlkreis durchsetzen. Er schied nach der Landtagswahl 2019 aus dem Landtag aus.
Bei der Landtagswahl 2014 erzielte Michael Koch 22,3 Prozent der Erststimmen.
Michael Koch war ordentliches Mitglied im Ausschuss für Wissenschaft, Forschung und Kultur sowie im Petitionsausschuss. Dort war er Berichterstatter für die Bereiche Schulwesen, Parlamentsangelegenheiten, Meinungsäußerungen, Wirtschaft, Wirtschaftsförderung, Arbeit und Ausbildung. Seine Fraktion wählte ihn zum Sprecher für Kultur, Religion und Demografie.

### Kommunalpolitik
Koch lebt seit 1996 in Brieselang und gehörte seit der Kommunalwahl 2003 der Gemeindevertretung Brieselang und dem Kreistag Havelland bis zu seiner Wahl zum Beigeordneten an. In beiden Gremien bekleidete er das Amt des CDU-Fraktionsvorsitzenden. Im Kreistag Havelland war Koch seit 2014 Vorsitzender des Jugendhilfeausschusses und seit 2019 Vorsitzender des Kreisausschusses. Zuvor war er Vorsitzender des Ausschusses für Soziales/Bildung/Kultur/Sport und Gesundheit. In der Gemeindevertretung Brieselang führte Michael Koch den Vorsitz im Hauptausschuss. 
Michael Koch war langjährig Mitglied des Aufsichtsrates der Havelland Kliniken Unternehmensgruppe und ist seit 2003 Mitglied der Zweckverbandsversammlung der Mittelbrandenburgischen Sparkasse in Potsdam. Von 2004 bis 2015 gehörte er dem Aufsichtsrat der Havelbus Verkehrsgesellschaft an.
Der CDU-Gemeindeverband Brieselang nominierte Koch am 15. November 2018 zu ihrem Bürgermeisterkandidaten für die Bürgermeisterwahl am 1. September 2019. Bei der Bürgermeisterwahl am 1. September 2019 erzielte Michael Koch im ersten Wahlgang 31,4 % der Stimmen. In der Stichwahl am 15. September 2019 unterlag Koch seinem Mitbewerber Ralf Heimann mit 34 %.
Am 22. März 2021 wählte der Kreistag Havelland Michael Koch auf Vorschlag des Landrates zum Beigeordneten. Sein Amt trat er am 9. April 2021 an.